# سیارک ۱۸۵۵۴۶
سیارک ۱۸۵۵۴۶ (به انگلیسی: 185546 Yushan، نامگذاری:2007YU31) صد و هشتاد و پنج هزار و پانصد و چهل و ششمین سیارک کشف شده‌است که در ۲۸ دسامبر ۲۰۰۷ کشف شد.